# Defender 2000
Defender 2000 è uno sparatutto a scorrimento orizzontale sviluppato da Llamasoft pubblicato da Atari Corporation esclusivamente per la console Atari Jaguar nel febbraio 1995. Il videogioco è un remake sviluppato da Jeff Minter, Eugene Jarvis e Larry DeMar ed è un remake del gioco arcade Defender del 1981, che trasse ispirazione da Space Invaders e Asteroids. 
Defender 2000 ha ricevuto un'accoglienza tiepida ma soprattutto positiva dalla sua uscita. I recensori hanno elogiato il gameplay e la colonna sonora, ma alcuni si sono sentiti divisi per quanto riguarda il gameplay e la grafica, altri invece hanno criticato i controlli e la difficoltà del gioco. 

## Modalità di gioco
Defender 2000 si basa sul gameplay dell’originale Defender introducendo più potenziamenti, livelli bonus, nuovi tipi di nemici, design dei livelli che variano nei temi, tra le altre nuove aggiunte. Il videogioco si presenta con un totale di 100 livelli, con nuove varianti di colore per le fasi successive dal livello 50. I progressi vengono salvati automaticamente dopo aver completato cinque livelli tramite EEPROM interna della cartuccia, che traccia dei punteggi più alti e altre impostazioni effettuate dal giocatore attraverso le tre modalità disponibili all'inizio del gioco. Il completamento di tutti i 100 livelli in modalità Defender 2000 si sblocca l’ultima modalità Vindaloo, che è un'impostazione di difficoltà più difficile.
Un'altra novità di Defender 2000 sono i livelli bonus, ai quali è possibile accedere raccogliendo un certo numero di power-up di curvatura e, se vengono eliminati con successo, consente al giocatore di saltare cinque livelli avanti. 
Altre modalità di gioco sono Classic Defender, una ricreazione del gioco arcade originale e Defender Plus, ha il gameplay simile alla modalità classica ma con grafica aggiornata e alcune nuove aggiunte come un'arma da fulmine secondaria per la nave del giocatore. 

## Sviluppo e pubblicazione
Nel settembre 1994, Atari Corp. e Williams Entertainment hanno annunciato la loro partnership che includeva piani per aggiornare e pubblicare alcuni dei primi giochi arcade di Williams per la Jaguar come Defender, Joust e Robotron, con Atari che gestiva la pubblicazione di questi titoli. Sei mesi dopo fu annunciato che, insieme a Mortal Kombat III stava arrivando alla Jaguar a seguito della loro collaborazione, mentre Defender 2000 e Dactyl Joust erano in fase di sviluppo. È stato anche rivelato che Jeff Minter, precedentemente era coinvolto in Tempest 2000.
Durante lo sviluppo del gioco, Minter ha dichiarato che probabilmente il gioco sarebbe stato destinato al Atari Jaguar CD e che intendeva utilizzare lo spazio aggiuntivo del formato CD-ROM per una sezione documentaria che includesse, tra le altre cose, un'intervista a Eugene Jarvis, uno dei creatori del Defender originale. La musica è stata composta da Alastair Lindsay.  Il lavoro vocale è stato svolto dall'ex tester Atari Tal Funke-Bilu.
Defender 2000 continuò a essere pubblicizzato per essere pubblicato per il CD di Jaguar ed era originariamente previsto per una versione dell'ottobre 1995 e fu successivamente respinto per novembre 1995. Tuttavia, questi piani sono stati annullati ad un certo punto durante lo sviluppo e il gioco è stato invece pubblicato come una cartuccia. Da allora Minter stesso ha definito il gioco come "non uno dei miei lavori migliori", a causa di problemi che si sono verificati durante il processo di sviluppo del gioco quando era un dipendente di Atari Corp.